# Lord gran chambelán

David Cholmondeley, marqués de Cholmondeley, anterior lord gran chambelán (1990-2022).

El lord gran chambelán de Inglaterra (del inglés: Lord Great Chamberlain) es el sexto de los grandes oficiales de Estado, después del lord del Sello Privado y antes del lord alto condestable. El lord gran chambelán tiene su cargo en el Palacio de Westminster y en especial de la Cámara de los Lores y, técnicamente, lleva la espada del Estado en las ceremonias de Estado de apertura y cierre del Parlamento, aunque esta obligación suele designarse al lord del Parlamento que también es mariscal de campo. El lord gran chambelán desempeña un papel importante en las coronaciones reales, con el derecho de vestir al monarca el día de la coronación y servirle agua antes y después del banquete de coronación.
El cargo es hereditario. En cierto momento, una sola persona ejerce el cargo de lord gran chambelán. Las diversas personas que ejercen las funciones el cargo son técnicamente un colectivo hereditario del lord gran chambelán, y el derecho a ejercer el cargo dado por un reinado rota proporcionalmente a la función del cargo que desempeñe. Por ejemplo, los marqueses de Cholmondeley ejercen la mitad del cargo y pueden, por tanto, ejercer el cargo o designar a un suplente (un lord gran chambelán sustituto es una persona que ejerce el cargo, pero personalmente no es un coheredero del cargo).
El cargo de lord gran chambelán se diferencia del cargo no hereditario de chambelán, que es una posición dentro de la Casa Real. 
La House of Lords Act (1999) eliminó el derecho automático de los pares hereditarios a ocupar su escaño en la Cámara de los Lores, pero a la ley no están sujetos el lord gran chambelán (como el conde mariscal), para que pueda seguir ejerciendo sus funciones ceremoniales en la Cámara de los Lores.

## Historia
El cargo fue ejercido originalmente por Robert Malet, hijo de uno de los principales compañeros de Guillermo el Conquistador. En 1133, sin embargo, el rey Enrique I declaró las propiedades y títulos de Malet confiscados, dando el cargo de lord gran chambelán a Aubrey de Vere, cuyo hijo fue creado conde de Oxford. A partir de entonces, los condes de Oxford ostentaron el cargo, casi continuamente, hasta 1526, con interrupciones debido a que algunos condes fueron condenados por traición. En 1526, sin embargo, el XIV conde de Oxford murió, dejando a sus tíos como herederos. El condado fue heredado por el heredero varón más próximo, su primo segundo. El soberano entonces decretó que el cargo no sería heredado con el condado. El soberano nombró al XV conde en el cargo, pero el nombramiento fue vitalicio y no hereditario. La asociación del cargo a la familia fue interrumpido brevemente en 1540, cuando el XV conde murió y Thomas Cromwell, principal asesor del rey, fue nombrado lord gran chambelán. Sin embargo, después de que Cromwell fuera condenado y ejecutado, el cargo pasó al XVI conde de Oxford, una vez más como un cargo no heredable. Años después, la reina María I dictaminó que los condes de Oxford tenían derecho efectivo al cargo de lord gran chambelán sobre una base heredable. 
Por lo tanto, los XVI, XVII y XVIII condes de Oxford ocuparon el cargo de forma hereditaria hasta 1626, cuando el XVIII conde murió, dejando nuevamente a un pariente lejano como heredero, aunque había una pariente más cercana que se presentaba como heredera. La Cámara de los Lores finalmente dictaminó que el cargo pertenecía al heredero varón, Robert Bertie, XIV barón Willoughby de Eresby, que después sería I conde de Lindsey. El cargo fue conferido a los condes de Lindsey, que después se convirtieron en duques de Ancaster y Kesteven. En 1779, sin embargo, el IV duque de Ancaster y Kesteven murió, dejando a dos hermanas y a un tío como sus herederos. El tío se convirtió en quinto y último duque de Ancaster y Kesteven, pero la Cámara de los Lores dictaminó que las dos hermanas ejercerían conjuntamente el título de lord gran chambelán y podrían designar a un sustituto para ejercer las funciones del cargo. La baronía Willoughby de Eresby dejó de ser usada por las dos hermanas, pero el soberano decidió otorgarle el título a la hermana mayor, Priscilla Bertie, XXI baronesa Willoughby de Eresby. La hermana menor se casó con el I marqués de Cholmondeley. El cargo de lord gran chambelán, sin embargo, quedó dividido entre Priscilla y su hermana menor, Georgiana. La ostentación del título por parte de Priscilla quedó dividida entre dos de sus nietas, y se ha dividido varias veces desde entonces. Por el contrario, la ostentación del título por parte de Georgiana fue heredada por un único heredero varón, esa persona desde entonces ha sido el marqués de Cholmondeley, título perteneciente al marido de Georgiana.

## Personas que ejercieron el cargo de lord gran chambelán, 1780-presente
| Monarca      | Actuaron como Gran Lord Chambelán                                         | Años      |
| ------------ | ------------------------------------------------------------------------- | --------- |
| Jorge III    | Peter Burrell, 1.er barón Gwydyr como Diputado                            | 1780-1820 |
| Jorge IV     | Peter Burrell, I barón Gwydyr como sustituto                              | 1820-1821 |
| Jorge IV     | Peter Drummond-Willoughby, XXII barón Willoughby de Eresby como sustituto | 1821-1828 |
| Jorge IV     | Peter Drummond-Willoughby, XXII barón Willoughby de Eresby                | 1828-1839 |
| Guillermo IV | George Cholmondeley, II marqués de Cholmondeley                           | 1830-1837 |
| Victoria I   | Peter Drummond-Willoughby, XXII barón Willoughby de Eresby                | 1837-1865 |
| Victoria I   | Albyric Drummond-Willoughby, XXIII barón Willoughby de Eresby             | 1865-1870 |
| Victoria I   | Gilbert Heathcote-Drummond-Willoughby, I conde de Ancaster como Diputado  | 1871-1888 |
| Victoria I   | Gilbert Heathcote-Drummond-Willoughby, I conde de Ancaster                | 1888-1901 |
| Eduardo VII  | George Cholmondeley, IV marqués de Cholmondeley                           | 1901-1910 |
| Jorge V      | Robert Wynn Carrington, I marqués de Lincolnshire                         | 1910–1928 |
| Jorge V      | William Legge, VII conde de Dartmouth como sustituto                      | 1928-1936 |
| Eduardo VIII | George Cholmondeley, V marqués de Cholmondeley                            | 1936      |
| Jorge VI     | Gilbert Heathcote-Drummond-Willoughby, II conde de Ancaster               | 1936-1951 |
| Jorge VI     | James Heathcote-Drummond-Willoughby, III conde de Ancaster                | 1951-1952 |
| Isabel II    | George Cholmondeley, V marqués de Cholmondeley                            | 1952-1966 |
| Isabel II    | Hugh Cholmondeley, conde de Rocksavage como sustituto                     | 1966-1968 |
| Isabel II    | Hugh Cholmondeley, marqués de Cholmondeley                                | 1968-1990 |
| Isabel II    | David Cholmondeley, marqués de Cholmondeley                               | 1990-2022 |
| Carlos III   | Rupert Carrington, VII Barón Carrington                                   | 2022      |

- Datos: Q1798290